# Isabelle Robinet
Isabelle Robinet (Párizs, 1932–2000.; kínai neve pinjin hangsúlyjelekkel: Hè Bìlái; magyar népszerű: Ho Pi-laj; hagyományos kínai: 賀碧來; egyszerűsített kínai: 贺碧来) francia sinológus.

## Élete, munkássága
Apja a francia tábornok Diego Brosset (1898–1944).
Ő maga a Université de Provence Aix-Marseille-en tanított kínai történelmet és kultúrtörténetet. Szakterülete a taoizmus kutatása volt, amelynek nemzetközileg elismert szaktekintélyének számít.

## Főbb művei
- Les commentaires du Tao Tö King jusqu'au VIIe siècle, IHEC/Institut des Hautes Études chinoises, 1977
- La Révélation du Shangqing dans l'histoire du taoïsme, 2 t., École française d’extrême-Orient, 1984
- Histoire du taoïsme : des origines au XIVe siècle, Éditions du Cerf, 1991 ISBN 220404251X
- Introduction à l'alchimie intérieure taoïste. De l'unité et de la multiplicité, Éditions du Cerf, 1995
- Méditation taoïste, Albin Michel, 1995 ISBN 2226079718
- Lao Zi et le Tao, Le Centurion, 1996
- Comprendre le Tao, Albin Michel, coll. « Spiritualités Vivantes », 2002 ISBN 2226133690
- The World Upside Down: Essays on Taoist Internal Alchemy, Golden Elixir Press, 2011 ISBN 9780984308262

## Magyarul
- A taoizmus kialakulása és fejlődése; ford. Szabados Levente; Arany Hegy Alapítvány, Bp., 2006 ISBN 963 229 346 0

## Fordítás
- Ez a szócikk részben vagy egészben  az   Isabelle Robinet című francia Wikipédia-szócikk ezen változatának fordításán alapul.  Az eredeti cikk szerkesztőit annak laptörténete sorolja fel. Ez a jelzés csupán a megfogalmazás eredetét és a szerzői jogokat jelzi, nem szolgál a cikkben szereplő információk forrásmegjelöléseként.